# Аркетт, Патрисия
Патри́сия Арке́тт (англ. Patricia Arquette; род. 8 апреля 1968) — американская актриса. Обладательница премий «Оскар», BAFTA, двух премий «Эмми» и трёх «Золотых глобусов».
Аркетт дебютировала в кино с ролью Кристин Паркер в фильме ужасов «Кошмар на улице Вязов 3: Воины сна» (1987), вслед за которой последовали роли в таких фильмах, как «Настоящая любовь» (1993), «Эд Вуд» (1994), «Не будите спящую собаку» (1996), «Шоссе в никуда» (1997), «Страна холмов и долин» (1998), «Воскрешая мертвецов» (1999) и «Клад» (2003). За свою роль в драме «Отрочество» (2014), съёмки которой проходили с 2002 по 2014 год, Аркетт получила признание критиков и была удостоена премий «Оскар», BAFTA, «Выбор критиков», «Золотой глобус», «Независимый дух» и Гильдии киноактёров США за лучшую женскую роль второго плана.
На телевидении Аркетт известна по главной роли медиума Элисон Дюбуа в фантастической драме «Медиум» (2005—2011), которая принесла ей премию «Эмми», а также номинации на «Золотой глобус» и премию Гильдии киноактёров США. Аркетт также появилась с ролью Эйвери Райан во франзише «CSI», исполнив роль в сериале «C.S.I.: Киберпространство» (2015—2016). Она исполнила роль Джойс Митчелл в мини-сериале «Побег из тюрьмы Даннемора» (2018), за работу в котором получила премии «Золотой глобус» и Гильдии киноактёров США, и Ди Ди Бланчард в мини-сериале «Притворство» (2019), принёсшем ей премию «Эмми» за лучшую женскую роль второго плана в мини-сериале или фильме и третью статуэтку «Золотой глобус».

## Ранние годы
Родилась 8 апреля 1968 года в Чикаго. Патрисия — младшая дочь в большой актёрской династии. Дед — Клифф Аркетт, кинодраматург и актёр, отец — Льюис Аркетт, известный актёр, снимавшийся преимущественно в ролях второго плана: «Крик 2», «Танго и Кэш», «Китайский синдром». Братья — актёры: Дэвид и Ричмонд, сёстры — Алексис и Розанна, с которой в 15-летнем возрасте Патрисия уходит из семьи.

## Карьера
Фактурная внешность и типаж лица, ярко голубые глаза и мягкий акцент южанки (семья после её рождения переехала в Вирджинию) привлекли внимание к 17-летней девушке телепродюсеров и кинорежиссёров, а также и ухажеров-актёров.
Начала кинокарьеру в 1987 г. в фильме ужасов «Кошмар на улице Вязов 3: Воины сна» и комедии режиссёра Димитри Логофетиса о частной школе «Большая умница» (Pretty Smart). Известность пришла к ней спустя четыре года после кинодебюта и выхода на экраны серии ярких ролей в картинах: «Бегущий индеец» (первая режиссёрская работа Шона Пенна (1991), «Настоящая любовь» (мелодрама Тони Скотта) (1993) и «Эд Вуд» в роли жены режиссёра Эда Вуда (1994).
Наиболее сильные актёрские работы последующих лет: «Вдали от Рангуна» (1995) в роли американки, оказавшейся в Бирме во время беспорядков, «Не будите спящую собаку», «Шоссе в никуда» культового режиссёра Дэвида Линча, (1997), «Прощай, любовник» Ролана Жоффе (1998), «Стигматы» (1999), «Метка» (2002). Одна из последних работ «Нация фастфуда» (2006) вызвала разочарование критики. Новый поворот в творческой карьере принесло участие Патриши в съёмках фантастического сериала «Медиум» (2005—2011), где она задействована в роли Элисон Дюбуа, экстрасенса-медиума, обладающей даром видеть умерших и слышать их голоса. За этот фильм она была выдвинута на премию «Сатурн» в номинации «Лучшая актриса сериала», а в 2005 году стала лауреаткой премии «Эмми» за лучшую женскую роль в драматическом сериале.
Кинопрессой была наиболее пристально отмечена работа Аркетт в притче «Отрочество» (2014), принёсшая ей «Золотой глобус», премию Гильдии киноактёров США, BAFTA и «Оскар».

## Личная жизнь
В возрасте 20 лет Аркетт состояла в отношениях с музыкантом Полом Росси. У них есть сын, Энцо Росси (род. 3 января 1989).
В апреле 1995 года Аркетт вышла замуж за актёра Николаса Кейджа. Они разошлись спустя девять месяцев после свадьбы, но продолжали играть пару на публике вплоть до того, как Кейдж подал на развод в феврале 2000 года. Он позже забрал заявление о разводе, однако в ноябре того же года Аркетт вновь подала на развод.
В 2002 году Аркетт обручилась с актёром Томасом Джейном. Их дочь, Харлоу Оливия Каллиопа Джейн, родилась 23 февраля 2003 года. Аркетт и Джейн поженились 25 июня 2006 года в Венеции. В январе 2009 года Аркетт подала на развод, в качестве причины указав «непримиримые разногласия». Вскоре пара сошлась, и в июле того же года Аркетт забрала заявление о разводе. В августе 2010 года представители Джейна подтвердили, что Аркетт и Джейн решили продолжить бракоразводный процесс, который был завершён 1 июля 2011 года.

## Фильмография
| Год       |    | Русское название                                    | Оригинальное название                         | Роль                          |
| --------- | -- | --------------------------------------------------- | --------------------------------------------- | ----------------------------- |
| 1987      | ф  | Кошмар на улице Вязов 3: Воины сна                  | A Nightmare on Elm Street 3: Dream Warriors   | Кристин Паркер                |
| 1987      | ф  | Большая умница                                      | Pretty Smart                                  | Зеро                          |
| 1987      | тф | Daddy (англ.)                                       | Daddy                                         | Стейси                        |
| 1988      | ф  | Тайм-аут                                            | Time Out                                      | Люси                          |
| 1988      | ф  | Далеко на север                                     | Far North                                     | Джилли                        |
| 1989      | ф  | Дядюшка Бак                                         | Uncle Buck                                    | озвучила различные голоса     |
| 1989      | тф | На краю                                             | The Edge                                      | изнасилованная женщина        |
| 1990      | с  | CBS Schoolbreak Special                             | CBS Schoolbreak Special                       | Дэйна Маккалистер             |
| 1990      | с  | Тридцать-с-чем-то                                   | Thirtysomething                               | Стефани                       |
| 1990      | с  | Изгои                                               | The Outsiders                                 | Ронда Сью                     |
| 1990      | с  | Байки из склепа                                     | Tales from the Crypt                          | Мэри-Джо                      |
| 1990      | ф  | Молитва роллеров                                    | Prayer of the Rollerboys                      | Кейси                         |
| 1991      | тф | Диллинджер                                          | Dillinger                                     | Полли                         |
| 1991      | ф  | Индеец-беглец                                       | The Indian Runner                             | Дороти                        |
| 1991      | ф  | La domenica specialmente (итал.)                    | La domenica specialmente                      | имя персонажа неизвестно      |
| 1991      | тф | Дикий цветок                                        | Wildflower                                    | Элис Гатри                    |
| 1992      | ф  | Записки Манки Зеттерлэнда                           | Inside Monkey Zetterland                      | Грэйс Зеттерлэнд              |
| 1993      | ф  | Впереди одни неприятности                           | Trouble Bound                                 | Кит Калифано                  |
| 1992      | ф  | Итэн Фроум                                          | Ethan Frome                                   | Мэтти Сильвер                 |
| 1993      | ф  | Настоящая любовь                                    | True Romance                                  | Алабама Уорли                 |
| 1994      | тф | Преданная любовь                                    | Betrayed By Love                              | Деанна                        |
| 1994      | ф  | Святые узы брака                                    | Holy Matrimony                                | Гавана                        |
| 1995      | ф  | Эд Вуд                                              | Ed Wood                                       | Кэти О'Хара                   |
| 1995      | ф  | Вдали от Рангуна                                    | Beyond Rangoon                                | Лора Бауман                   |
| 1996      | ф  | Не будите спящую собаку                             | Flirting with Disaster                        | Нэнси Коплин                  |
| 1996      | ф  | Секретный агент                                     | The Secret Agent                              | Винни                         |
| 1996      | ф  | Бесконечность                                       | Infinity                                      | Арлин Гринбаум                |
| 1997      | ф  | Шоссе в никуда                                      | Lost Highway                                  | Рене Мэдисон / Элис Уэйкфилд  |
| 1997      | ф  | Ночное дежурство                                    | Nightwatch                                    | Кэтрин                        |
| 1998      | ф  | Прощай, любовник                                    | Goodbye Lover                                 | Сандра Данмор                 |
| 1998      | ф  | Страна холмов и долин                               | The Hi-Lo Country                             | Мона Бирк                     |
| 1999      | ф  | Стигматы                                            | Stigmata                                      | Фрэнки Пейдж                  |
| 1999      | ф  | Воскрешая мертвецов                                 | Bringing Out the Dead                         | Мэри Бёрк                     |
| 2000      | ф  | Никки, дьявол-младший                               | Little Nicky                                  | Валери Веран                  |
| 2002      | ф  | Звериная натура                                     | Human Nature                                  | Лайла Джют                    |
| 2002      | ф  | Метка                                               | The Badge                                     | Скарлетт                      |
| 2003      | ф  | Глубже глубокого                                    | Deeper Than Deep                              | Линда Лавлейс                 |
| 2003      | ф  | Клад                                                | Holes                                         | Кейт Барлоу                   |
| 2003      | ф  | Маленькие пальчики                                  | Tiptoes                                       | Люси                          |
| 2006      | ф  | Нация фастфуда                                      | Fast Food Nation                              | Синди                         |
| 2009      | ф  | Одинокая женщина                                    | A Single Woman                                | рассказчик                    |
| 2005—2011 | с  | Медиум                                              | Medium                                        | Эллисон Дюбуа                 |
| 2012      | с  | Закон и порядок: Специальный корпус                 | Law & Order: Special Victims Unit             | Джинни                        |
| 2012      | ф  | Умопомрачительные фантазии Чарльза Свона — третьего | A Glimpse Inside the Mind of Charles Swan III | Иззи                          |
| 2012      | ф  | Трудный возраст                                     | Girl in Progress                              | мисс Рейнольдс                |
| 2013      | с  | Подпольная империя                                  | Boardwalk Empire                              | Салли Вит                     |
| 2014      | ф  | Отрочество                                          | Boyhood                                       | Оливия Эванс                  |
| 2014      | ф  | Джентльмен грабитель                                | Electric Slide                                | Тина                          |
| 2014      | с  | C.S.I.: Место преступления                          | CSI: Crime Scene Investigation                | Эйвери Райан                  |
| 2015—2016 | с  | C.S.I.: Киберпространство                           | CSI: Cyber                                    | Эйвери Райан                  |
| 2018      | с  | Побег из тюрьмы Даннемора                           | Escape at Dannemora                           | Джойс «Тилли» Митчелл         |
| 2019      | с  | Притворство                                         | The Act                                       | Ди Ди Бланчард                |
| 2019      | мф | История игрушек 4                                   | Toy Story 4                                   | мама Хармони                  |
| 2019      | ф  | Родство                                             | Otherhood                                     | Джиллиан Либерман             |
| 2022      | с  | Разделение                                          | Severance                                     | Хармони Кобел / миссис Селвиг |
| 2023      | с  | Детектив под кайфом                                 | High Desert                                   | Пегги                         |
|           | ф  | Последняя тревога Мадлен Хайнд                      | The Last Disturbance of Madeline Hynde        |                               |